# Elaeocarpus luzonicus
Elaeocarpus luzonicus är en tvåhjärtbladig växtart som beskrevs av Merrill. Elaeocarpus luzonicus ingår i släktet Elaeocarpus och familjen Elaeocarpaceae. Inga underarter finns listade i Catalogue of Life.